# Johan Wilhelm Dalman
Johan Wilhelm Dalman, född 4 november 1787 på Hinseberg, Örebro län, död 12 juli 1828, var en svensk läkare och entomolog.

## Biografi
Johan Wilhelm Dalman föddes in i en adlig ätt såsom son till bergmästaren Jacob Wilhelm Dalman och Maria Ulrika Mullberg.
Dalman uppfostrades vid det herrnhutiska institutet Christiansfeld i Schleswig, blev student vid Lunds universitet 1803 och tog två år senare juridisk examen, i avsikt att framdeles ingå i Bergskollegium. Hans stora intresse för naturalhistoria, närd av Anders Jahan Retzius och Carl Fredrik Falléns föreläsningar och umgänge med Leonard Gyllenhaal, fick honom att byta bana, vilket ledde till att han 1817 promoverades till medicine doktor vid Uppsala universitet. 
Året därpå blev han bibliotekarie och intendent vid Vetenskapsakademien med ansvar för samlingarna. År 1819 blev han tillika adjunkt och botanices demonstrator vid Karolinska institutet i Stockholm. Riksmuseum bildades 1819 och samlingarna kom att förvaltas av Vetenskapsakademien. Dalman fick ansvar för bägge samlingarna. Därmed blev han Naturhistoriska riksmuseets (då ännu med namnet Zoologiskt Riksmuseum) förste föreståndare. Han blev ledamot av Vetenskapsakademien 1821. År 1824 tilldelades han professors titel samt förordnades 1827 att förestå professuren i botanik och naturalhistoria vid Karolinska institutet. 
Dalmans av naturen svaga hälsa, i förtid bruten genom nattvak och överansträngning, ledde till att han, vars namn som entomolog nämndes med beröm bland Europas lärda, avled redan vid 40 års ålder. Flera naturalster, särskilt fossil, är uppkallade efter honom.